# Stammham (Altötting)
Ne doit pas être confondu avec Stammham (Eichstätt).
Stammham est une commune de Bavière (Allemagne) de 1 065 habitants, située dans l'arrondissement d'Altötting, en Haute-Bavière.